# Nycticorax duboisi
Nycticorax duboisi (лат.) — вымерший вид из семейства цаплевых, который обитал на острове Реюньон в Индийском океане. Длительное время этот вид был известен только из описания французского путешественника Дюбуа, опубликованного в 1674 году, до тех пор, пока в конце XX века на острове не были обнаружены ископаемые остатки, которые подтвердили существование этого вида.

## Описание
По сравнению с современными видами Nycticorax duboisi был крупнее, цевка немного длиннее, чем у обыкновенной или каледонской квакв.

## Вымирание
Вероятно, вид вымер около 1700 года. Однако причины, приведшие к его исчезновению, неизвестны. Ни разрушение среды обитания, ни появление хищников не сильно повлияли бы на него, и, видимо, он не был излюбленной целью охотников. Возможно, вид существовал и после 1700 года.